# Henry Hubert Turner
Henry Hubert Turner (* 28. August 1892; † 4. August 1970) war ein US-amerikanischer Endokrinologe, der 1938 das später auch nach ihm benannte Turner-Syndrom beschrieb, welches auch Ullrich-Turner-Syndrom genannt wird.

## Leben
Turner absolvierte das Medizinstudium an der University of Louisville School of Medicine, das er 1921 abschloss. Später war er Leiter der Abteilung Endokrinologie und stellvertretender Dekan am University of Oklahoma College of Medicine.